# Evacuate the Dancefloor
«Evacuate the Dancefloor» —en español: «Evacuar la pista de baile»— es una canción del grupo alemán de eurodance Cascada, de su tercer álbum del mismo nombre, Evacuate the Dancefloor (2009). 

## Composición
«Evacuate The Dancefloor» fue compuesta y escrita por Allan Eshuijs, Yann Peifer y Manuel Reuter.
Está compuesta en compás común y en la tonalidad Do menor.
El rango vocal de Natalie Horler se extiende desde la nota A3 hasta la D5.

## Vídeo musical
El vídeo musical se rodó en abril de 2009. El clip se estrenó el 18 de mayo de 2009 en el sitio web oficial de Clubland. El vídeo tiene lugar en una discoteca donde actúan el cantante y los bailarines de la banda.
Evacuate the Dancefloor fue una producción costosa que fue filmada en el legendario Club Avalon de Hollywood, donde Jerry Lee Lewis grabó su programa semanal de televisión. Dirigida por Max Nichols (quien también dirigió el video de Everytime We Touch), y la coreografía es de nada menos que Dan Karaty (que ha trabajado con todos los tamaños, desde Britney Spears a Kylie Minogue, y en cuanto a su papel miembro del jurado del show Americano de éxito). El video contiene con 60 extras y un grupo de danza acrobática.

## La comparación de Lady GaGa
Dado que la canción 'Evacute The Dancefloor' tiene un sonido electropop, algunos críticos la han comparado con la canción Just Dance de Lady GaGa. Horler insistió en que la canción fue escrita antes de mayo del 2008:
"Empezamos el álbum (temprano en el 2008), y 'Evacuate', fue una de las primeras canciones que grabamos cuando Lady GaGa no estaba por éstos alrededores. Algunos me han dicho que de hecho, nosotras la inspiramos a ella. Hemos estado por aquí mucho tiempo y trabajamos muy duro para nuestro éxito, así que no hay razón para nosotros en desperdiciar todo lo que hemos esperado". 

## Posicionamiento
En el Reino Unido, la canción debutó en las listas británicas en el Nº1, superando a Man In The Mirror de Michael Jackson, después de una semana de su fallecimiento. En Nueva Zelanda debutó en N.º 3 y llegó al Nº2, después de estar 8 semanas en lista el sencillo fue certificado de oro, vendiendo más de 7.500 copias. 
En Alemania debutó en el N.º 6 y llegó al Nº5. En el Billboard Hot 100 de Estados Unidos debutó en el Nº80 y llegó al Nº25. También en el Billboard Hot Dance Airplay llegó al Nº1 el 26 de septiembre de 2009, dando así su tercer número-uno single en esta lista.
| Lista (2009)                            | Mejor posición |
| --------------------------------------- | -------------- |
| Australia (ARIA)                        | 3              |
| Australia Dance (ARIA)                  | 2              |
| Austria (Ö3 Austria Top 40)             | 6              |
| Bélgica (Flandes) (Ultratop 50)         | 6              |
| Bélgica (Valonia) (Ultratop 50)         | 4              |
| Canadá (Canadian Hot 100)               | 4              |
| República Checa (Rádio Top 100)         | 25             |
| Dinamarca (Tracklisten)                 | 7              |
| Europe (European Hot 100 Singles)       | 4              |
| Finlandia (Latauslista)                 | 29             |
| Francia (SNEP)                          | 5              |
| Alemania (Offizielle Deutsche Charts)   | 5              |
| Hungría (Rádiós Top 40)                 | 18             |
| Hungría (Single Top 40)                 | 8              |
| Irlanda (IRMA)                          | 2              |
| Israel (Media Forest)                   | 1              |
| Luxembourg Digital Songs (Billboard)    | 10             |
| Países Bajos (Dutch Top 40)             | 1              |
| Países Bajos (Mega Single Top 100)      | 7              |
| Netherlands (Dance Top 30)              | 3              |
| Nueva Zelanda (Recorded Music NZ)       | 2              |
| Noruega (VG-lista)                      | 3              |
| Escocia (Scottish Singles Sales Chart)  | 1              |
| Eslovaquia (Rádio Top 100)              | 3              |
| Suecia (Sverigetopplistan)              | 13             |
| Suiza (Schweizer Hitparade)             | 7              |
| Reino Unido (UK Singles Chart)          | 1              |
| Estados Unidos (Billboard Hot 100)      | 25             |
| Estados Unidos (Adult Top 40)           | 36             |
| Estados Unidos (Dance/Mix Show Airplay) | 1              |
| Estados Unidos (Mainstream Top 40)      | 14             |